# 安東翼
安東 翼（あんどう つばさ、1983年2月20日 - ）は、日本の舞台俳優、ミュージカル俳優。東京都出身。明治大学理工学部建築学科卒業。劇団四季に2008年に入団。

## 略歴
明治大学在学中は、明治大学舞踏研究部に所属。競技ダンスにおいて東部日本大会で優勝経験があり、大学4年次には主将を務めた。
2008年、『ミュージカル南十字星』にて劇団四季の初舞台を踏む。その後、様々なミュージカル作品に出演。

## 出演作品

### 舞台
※いずれも劇団四季公演
- 『ミュージカル 南十字星』（2008年） - 劇団四季初舞台
- 『ジーザス・クライスト・スーパースター ジャポネスク ver / エルサレム ver』
  - 男性アンサンブル（2008年～）
- 『美女と野獣』
  - 男性アンサンブル（2008年～）[1]
- 『クレイジー・フォー・ユー』
  - 男性アンサンブル（2011年）
- 『ジョン万次郎の夢』
  - 男性アンサンブル（2013年・2014年）
- 『リトルマーメイド』
  - 男性アンサンブル（2013年～2023年）
  - ジェットサム役（2020年～）[2]
- 『コーラスライン』
  - グレッグ役（2013年、2015年）
- 『アラジン』
  - 男性アンサンブル（2015年～） ※日本初演メンバー[3]
- 『バケモノの子』
  - 百秋坊役（2022年～2024年）